# Xã Filmore, Quận Bollinger, Missouri
Xã Filmore (tiếng Anh: Filmore Township) là một xã thuộc quận Bollinger, tiểu bang Missouri, Hoa Kỳ. Năm 2010, dân số của xã này là 488 người.